# 卡內基國際事務倫理委員會
卡內基國際事務倫理委員會是一個基於紐約市的公共慈善機構，為國際事務專業人士、教師和學生提供服務。卡內基委員會成立於1914年，最初名為“教會和平聯盟”，是一個獨立且無黨派的機構。該委員會以“倫理、戰爭與和平”、“全球社會正義”和“政治中的宗教”為三大主題。它獨立於所有其他卡內基慈善機構。
卡內基委員會出版《伦理與國際事務》，一份研究道德問題與國際領域交叉點的學術季刊。